# Фамагуста
Фамагуста (на гръцки: Αμμόχωστος – Аммо́хостос); (на турски: Magusa – Магуса, Gazimağusa – Газимагуса) е град на остров Кипър, Източното Средиземноморие, основан като колония на Елинистичен Египет, под името Арсиное. Намира се на територията на непризнатата Севернокипърска турска република.
Има пристанище, архитектурни и исторически паметници. 
Развита е леката промишленост.

## Побратимени градове:
- Адана, Турция
- Измир, Турция
- Таганрог, Русия